# Bever (Strombeek-Bever)
Bever is een gehucht in de Belgische provincie Vlaams-Brabant. Het vormt samen met het dorp Strombeek de Grimbergse deelgemeente Strombeek-Bever. Bever ligt in het westelijk, nog landelijk deel van de deelgemeente. Het ligt op de grens met de Wemmelse wijk Boechout, en met de gemeente Meise, nabij het Beverbos en de Nationale Plantentuin van België.

## Geschiedenis
Een oude vermelding van Bever gaat terug tot de 12de eeuw. In 1133 schonk de hertog van Brabant in Bever zijn allodium aan de pas gestichte Abdij van Groot-Bijgaarden, die hier het Hof te Bever inrichtte. Op de Ferrariskaart uit de jaren 1770 is de plaats weergeven als het gehucht Bever, ten noordwesten van het dorp Strombeke. Ook het Hof te Bever is weergeven (Cense t'Bever).
Op het eind van het ancien régime werd Bever een gemeente, maar deze werd in 1810 al opgeheven en met Strombeek samengevoegd tot Strombeek-Bever.
In de tweede helft van de 20ste eeuw werd Bever doorsneden door de Brusselse Ring R0 en kwam tussen Bever en Strombeek ook de snelweg A12. Bever bleef net buiten de Brusselse Ring en kon grotendeels zijn landelijk karakter bewaren, in tegenstelling tot Strombeek dat binnen de Brusselse Ring kwam te liggen, verder verstedelijkte en ook in zekere mate verfranste.

## Bezienswaardigheden
- het Hof te Bever
- het Kasteel van Bever
- de Sint-Antoniuskapel

Deelgemeenten: Beigem · Grimbergen · Humbeek · Strombeek-Bever

Overige dorpen en gehuchten: Bever · Borgt · Molenveld · Mutsaard · Strombeek · Verbrande Brug

Belgische gemeenten · Arrondissement Halle-Vilvoorde · Vlaams-Brabant · Vlaanderen